# Lista över städer i Andhra Pradesh
Lista över de 32 största städerna i indiska delstaten Andhra Pradesh, angivna i storleksordning, med folkmängd för 2001
1. Hyderabad 3 449 878
2. Visakhapatnam 969 608
3. Vijayawada 825 436
4. Warangal 528 570
5. Guntur 514 707
6. Nellur 378 947
7. Rajamahendri 313 347
8. Kukatpalle 290 591
9. Kakinada 289 920
10. Nizamabad 286 956
11. Karnul 267 739
12. Lalbahadur Nagar 261 987
13. Gajuvaka 258 944
14. Ramagundam 235 540
15. Tirupati 227 657
16. Qutubullapur 225 816
17. Anantapur 220 951
18. Secunderabad 204 182
19. Karimnagar 203 819
20. Eluru 189 772
21. Machilipatnam 183 370
22. Malkajgiri 175 000
23. Vizianagaram 174 324
24. Proddatur 164 932
25. Kapra 159 176
26. Khammam 158 022
27. Adoni 155 969
28. Chittur 152 966
29. Nandyal 151 771
30. Serilungampalle 150 525
31. Ongole 149 589
32. Rajendranagar 143 184